# Saslong
Saslong, du nom ladin Saslonch du Sassolungo ou littéralement « Pierre Longue » est une piste de ski alpin située à Santa Cristina Valgardena, dans le val Gardena, dans le Südtirol. Elle est notamment connue pour ses courses de Coupe du monde de ski alpin masculine qui s'y déroule annuellement.

## Histoire
Lorsque la piste a été pratiquée pour la première fois en 1969, elle a créé un nouveau type de descente. Jusqu'ici les pistes étaient bosselées, comportaient des trous entre autres difficultés. Les athlètes qui s'y élançaient prenaient des risques importants. Saslong a été conçue pour favoriser les capacités techniques des skieurs et être plus sûre que d'autres tracés. 
Depuis 1969, se déroule sur la piste Saslong une descente comptant pour la Coupe du monde de ski alpin messieurs. Lors des Championnats du monde de ski alpin de 1970, le skieur suisse Bernhard Russi a été sacré Champion du monde de descente.
Une particularité de cette piste était les réguliers bons résultats de coureurs avec des dossards de départs élevés, comme, en 1993 lors de la victoire du liechtensteinois Markus Foser. La raison était que la piste devenait plus rapide, notamment sur la partie supérieure, grâce à ensoleillement plus intense à mesure que la course avançait. Grâce à un déplacement de l'heure de départ de l'épreuve, cet avantage a pu être éliminé afin que tous les coureurs puissent s'élancer dans des conditions similaires.

## Vainqueurs
Avec sept victoires en Coupe du monde (en 2018) (cinq en Super-G, deux en descente), le Norvégien Aksel Lund Svindal est l'athlète le plus titré de Saslong. Les détenteurs de records en descente sont l’Autrichien Franz Klammer et l’Italien Kristian Ghedina, qui ont chacun remporté quatre victoires dans cette discipline. L'Autrichien Michael Walchhofer a également remporté quatre victoires (deux en Super-G, deux en Descente).
Les équipes de ski les plus performante sont celles de l’Autriche (21 victoires), suivie de la Suisse (19) et de la Norvège (14).

### Descente
| Date             | 1re place               | 2e place           | 3e place                      |
| ---------------- | ----------------------- | ------------------ | ----------------------------- |
| 14 février 1969  | Jean-Daniel Dätwyler    | Henri Duvillard    | Rudi Sailer                   |
| 15 février 1970  | Bernhard Russi          | Karl Cordin        | Malcolm Milne                 |
| 15 mars 1972     | Bernhard Russi          | René Berthod       | Mike Lafferty                 |
| 15 décembre 1972 | Roland Collombin        | Karl Cordin        | David Zwilling                |
| 21 mars 1975     | Franz Klammer           | Erik Håker         | Bernhard Russi                |
| 17 décembre 1976 | Franz Klammer           | Herbert Plank      | Erik Håker                    |
| 18 décembre 1976 | Franz Klammer           | Josef Walcher      | Bernhard Russi                |
| 18 décembre 1977 | Herbert Plank           | Peter Wirnsberger  | Franz Klammer                 |
| 16 décembre 1978 | Josef Walcher           | Peter Müller       | Walter Vesti                  |
| 17 décembre 1978 | Erik Håker              | Peter Müller       | Ken Read                      |
| 16 décembre 1979 | Peter Müller            | Erik Håker         | Werner Grissmann              |
| 17 décembre 1980 | Peter Müller            | Harti Weirather    | Steve Podborski               |
| 15 décembre 1980 | Harti Weirather         | Ulrich Spiess      | Peter Müller                  |
| 13 décembre 1981 | Erwin Resch             | Konrad Bartelski   | Leonhard Stock                |
| 19 décembre 1982 | Conradin Cathomen       | Erwin Resch        | Franz Klammer                 |
| 20 décembre 1982 | Franz Klammer           | Peter Müller       | Urs Räber                     |
| 18 décembre 1983 | Urs Räber               | Todd Brooker       | Steve Podborski               |
| 15 décembre 1984 | Helmut Höflehner        | Conradin Cathomen  | Peter Wirnsberger             |
| 14 décembre 1985 | Peter Wirnsberger       | Peter Müller       | Sepp Wildgruber               |
| 13 décembre 1986 | Rob Boyd                | Michael Mair       | Markus Wasmeier               |
| 12 décembre 1987 | Rob Boyd                | Pirmin Zurbriggen  | Brian Stemmle                 |
| 9 décembre 1988  | Peter Müller            | Armin Assinger     | Rob Boyd                      |
| 10 décembre 1988 | Helmut Höflehner        | Patrick Ortlieb    | Peter Müller                  |
| 16 décembre 1989 | Pirmin Zurbriggen       | Franz Heinzer      | Kristian Ghedina              |
| 14 décembre 1990 | Franz Heinzer           | Berni Huber        | Atle Skårdal                  |
| 15 décembre 1990 | Atle Skårdal            | Rob Boyd           | Luc Alphand                   |
| 14 décembre 1991 | Franz Heinzer           | Leonhard Stock     | Atle Skårdal                  |
| 11 décembre 1992 | William Besse           | Jan Einar Thorsen  | Patrick Ortlieb               |
| 12 décembre 1992 | Leonhard Stock          | William Besse      | AJ Kitt                       |
| 17 décembre 1993 | Markus Foser            | Werner Franz       | Marc Girardelli               |
| 18 décembre 1993 | Patrick Ortlieb         | Daniel Mahrer      | Jean-Luc Crétier              |
| 16 décembre 1995 | Patrick Ortlieb         | Xavier Gigandet    | Luc Alphand                   |
| 20 décembre 1996 | Luc Alphand             | Atle Skårdal       | Kristian Ghedina              |
| 21 décembre 1996 | Kristian Ghedina        | Luc Alphand        | Josef Strobl                  |
| 18 décembre 1998 | Lasse Kjus              | Werner Franz       | Hermann Maier                 |
| 19 décembre 1998 | Kristian Ghedina        | Lasse Kjus         | Werner Franz                  |
| 17 décembre 1999 | Kristian Ghedina        | Josef Strobl       | Ed Podivinsky                 |
| 18 décembre 1999 | Andreas Schifferer      | Kristian Ghedina   | Hermann Maier                 |
| 14 décembre 2001 | Kristian Ghedina        | Lasse Kjus         | Kurt Sulzenbacher             |
| 15 décembre 2001 | Stephan Eberharter      | Michael Walchhofer | Kjetil André Aamodt           |
| 21 décembre 2002 | Antoine Dénériaz        | Michael Walchhofer | Josef Strobl                  |
| 20 décembre 2003 | Antoine Dénériaz        | Michael Walchhofer | Hans Knauß                    |
| 18 décembre 2004 | Max Rauffer             | Jürg Grünenfelder  | Hans Grugger                  |
| 17 décembre 2005 | Marco Büchel            | Michael Walchhofer | Erik Guay                     |
| 16 décembre 2006 | Steven Nyman            | Didier Cuche       | Fritz Strobl                  |
| 15 décembre 2007 | Michael Walchhofer      | Didier Cuche       | Scott Macartney               |
| 20 décembre 2008 | Michael Walchhofer      | Bode Miller        | Manuel Osborne-Paradis        |
| 19 décembre 2009 | Manuel Osborne-Paradis  | Mario Scheiber     | Johan Clarey Ambrosi Hoffmann |
| 18 décembre 2010 | Silvan Zurbriggen       | Romed Baumann      | Didier Cuche                  |
| 15 décembre 2012 | Steven Nyman            | Rok Perko          | Erik Guay                     |
| 21 décembre 2013 | Erik Guay               | Kjetil Jansrud     | Johan Clarey                  |
| 19 décembre 2014 | Steven Nyman            | Kjetil Jansrud     | Dominik Paris                 |
| 19 décembre 2015 | Aksel Lund Svindal      | Guillermo Fayed    | Kjetil Jansrud                |
| 17 décembre 2016 | Max Franz               | Aksel Lund Svindal | Steven Nyman                  |
| 16 décembre 2017 | Aksel Lund Svindal      | Kjetil Jansrud     | Max Franz                     |
| 15 décembre 2018 | Aleksander Aamodt Kilde | Max Franz          | Beat Feuz                     |

### Super-G
| Date             | 1re place          | 2e place                | 3e place                |
| ---------------- | ------------------ | ----------------------- | ----------------------- |
| 19 décembre 1983 | Pirmin Zurbriggen  | Martin Hangl            | Leonhard Stock          |
| 20 décembre 2002 | Didier Défago      | Hannes Reichelt         | Marco Büchel            |
| 19 décembre 2003 | Lasse Kjus         | Stephan Eberharter      | Hermann Maier           |
| 17 décembre 2004 | Michael Walchhofer | Hermann Maier           | Benjamin Raich          |
| 16 décembre 2005 | Hans Grugger       | Erik Guay               | Ambrosi Hoffmann        |
| 15 décembre 2006 | Bode Miller        | Christoph Gruber        | John Kucera             |
| 14 décembre 2007 | Didier Cuche       | Bode Miller             | Marco Büchel            |
| 19 décembre 2008 | Werner Heel        | Didier Défago           | Patrik Järbyn           |
| 18 décembre 2009 | Aksel Lund Svindal | Carlo Janka             | Patrick Staudacher      |
| 17 décembre 2010 | Michael Walchhofer | Stephan Keppler         | Erik Guay               |
| 16 décembre 2011 | Beat Feuz          | Bode Miller             | Kjetil Jansrud          |
| 14 décembre 2012 | Aksel Lund Svindal | Matteo Marsaglia        | Werner Heel             |
| 20 décembre 2013 | Aksel Lund Svindal | Jan Hudec               | Adrien Théaux           |
| 20 décembre 2014 | Kjetil Jansrud     | Dominik Paris           | Hannes Reichelt         |
| 18 décembre 2015 | Aksel Lund Svindal | Kjetil Jansrud          | Aleksander Aamodt Kilde |
| 16 décembre 2016 | Kjetil Jansrud     | Aleksander Aamodt Kilde | Erik Guay               |
| 15 décembre 2017 | Josef Ferstl       | Max Franz               | Matthias Mayer          |
| 14 décembre 2018 | Aksel Lund Svindal | Christof Innerhofer     | Kjetil Jansrud          |

### Slalom géant
| Date         | 1re place        | 2e place           | 3e place     |
| ------------ | ---------------- | ------------------ | ------------ |
| 16 mars 1972 | Edmund Bruggmann | Reinhard Tritscher | Roland Thöni |